# Appu
Appu – w mitologii hetyckiej bogaty człowiek znany z fragmentarycznie zachowanego mitu, prawdopodobnie sam mit ma huryckie pochodzenie.
Appu mieszkał w mieście Szuwal w kraju Lulluwa. Był bogaty jednak bezdzietny, nie obcował z żoną, sypiał w ubraniu i butach. Appu złożył ofiarę bogu Słońcu z białego jagnięcia. Słońce, widzący wszystko „pan sądu" poradził mu upić się i obcować z żoną. Jego żona urodziła syna, któremu Appu dał na imię Zły dla upamiętnienia złej drogi bogów-ojców. Kolejnemu synowi nadał imię Sprawiedliwy dla upamiętnienia dobrej drogi bogów-ojców. Prawdopodobnie po śmierci Appu bracia dzielili schedę po nim. Pojawił się spór związany z wołem i krową, który miał zostać rozstrzygnięty przez boga Słońce i Isztar. Bóg Słońce sprawił, iż krowa będąca mniej wartym zwierzęciem, które otrzymał Sprawiedliwy zaczęła być płodna i przyznał rację Sprawiedliwemu w sporze ze Złym, który pomstował na wyrok Słońca.
Sam mit nie jest niczym wyjątkowym, natomiast wskazuje się na pewne podobieństwa do biblijnej opowieści o Kainie i Ablu, motywu pokłóconych braci dosyć powszechnemu na starożytnym Bliskim Wschodzie.